# Lista amerykańskich senatorów ze stanu Nowy Jork
Lista amerykańskich senatorów ze stanu Nowy Jork – senatorzy wybrani ze stanu Nowy Jork.
Stan Nowy Jork został włączony do Unii 26 lipca 1788 roku. Posiada prawo do mandatów senatorskich 1. i 3. klasy. Do 8 kwietnia 1913 roku (ratyfikowania 17. poprawki do konstytucji) senatorowie byli wybierani przez stanowy parlament. Od tego czasu wybierani są w wyborach powszechnych.

## 1. klasa
| Lp.   | Imię i nazwisko         | Imię i nazwisko                                    | Od                | Do                | Partia                             | Kadencja                                                                                    | Uwagi |
| ----- | ----------------------- | -------------------------------------------------- | ----------------- | ----------------- | ---------------------------------- | ------------------------------------------------------------------------------------------- | --- |
| 1     | Philip Schuyler         |                                                    | 27 lipca 1789     | 4 marca 1791      | Partia Federalistyczna             | 1                                                                                           | Wybrany w 1789 Przegrał wybory w 1791 |
| 2     | Aaron Burr              |                                                    | 4 marca 1791      | 4 marca 1797      | Partia Demokratyczno-Republikańska | 2                                                                                           | Wybrany w 1791 Przegrał wybory w 1797 |
| 3     | Philip Schuyler         |                                                    | 4 marca 1797      | 3 stycznia 1798   | Partia Federalistyczna             | 3                                                                                           | Wybrany w 1797 Zrezygnował przed końcem kadencji w 1798                                                                                   |
| Wakat | Wakat                   | Wakat                                              | 3 stycznia 1798   | 11 stycznia 1798  |                                    | 3                                                                                           | |
| 4     | John Sloss Hobart       |                                                    | 11 stycznia 1798  | 16 kwietnia 1798  | Partia Federalistyczna             | 3                                                                                           | Wybrany do dokończenia kadencji w wyborach specjalnych w 1798 Zrezygnował przed końcem kadencji w 1798                                    |
| Wakat | Wakat                   | Wakat                                              | 16 kwietnia 1798  | 5 maja 1798       |                                    | 3                                                                                           | |
| 5     | William North           |                                                    | 5 maja 1798       | 17 sierpnia 1798  | Partia Federalistyczna             | 3                                                                                           | Mianowany do kontynuowania kadencji w 1798 Zrezygnował po wyborze następcy                                                                |
| 6     | James Watson            |                                                    | 17 sierpnia 1798  | 19 marca 1800     | Partia Federalistyczna             | 3                                                                                           | Wybrany do dokończenia kadencji w wyborach specjalnych w 1798 Zrezygnował przed końcem kadencji w 1800                                    |
| Wakat | Wakat                   | Wakat                                              | 19 marca 1800     | 3 maja 1800       |                                    | 3                                                                                           | |
| 7     | Gouverneur Morris       |                                                    | 3 maja 1800       | 4 marca 1803      | Partia Federalistyczna             | 3                                                                                           | Wybrany do dokończenia kadencji w wyborach specjalnych w 1800 Przegrał wybory w 1803                                                      |
| 8     | Theodorus Bailey        |                                                    | 4 marca 1803      | 16 stycznia 1804  | Partia Demokratyczno-Republikańska | 4                                                                                           | Wybrany w 1803 Zrezygnował przed końcem kadencji w 1804                                                                                   |
| Wakat | Wakat                   | Wakat                                              | 16 stycznia 1804  | 25 lutego 1804    |                                    | 4                                                                                           | |
| 9     | John Armstrong Jr.      |                                                    | 25 lutego 1804    | 30 czerwca 1804   | Partia Demokratyczno-Republikańska | 4                                                                                           | Wybrany do dokończenia kadencji w wyborach specjalnych w 1804 Zrezygnował przed końcem kadencji, by objąć urząd ambasadora USA we Francji |
| Wakat | Wakat                   | Wakat                                              | 30 czerwca 1804   | 23 listopada 1804 |                                    | 4                                                                                           | |
| 10    | Samuel L. Mitchill      |                                                    | 23 listopada 1804 | 4 marca 1809      | Partia Demokratyczno-Republikańska | 4                                                                                           | Wybrany do dokończenia kadencji w wyborach specjalnych w 1804 Przegrał wybory w 1809                                                      |
| 11    | Obadiah German          |                                                    | 4 marca 1809      | 4 marca 1815      | Partia Demokratyczno-Republikańska | 5                                                                                           | Wybrany w 1809 Nie starał się o reelekcję w 1815                                                                                          |
| 12    | Nathan Sanford          |                                                    | 4 marca 1815      | 4 marca 1821      | Partia Demokratyczno-Republikańska | 6                                                                                           | Wybrany w 1815 Przegrał wybory w 1821 |
| 13    | Martin Van Buren        |                                                    | 4 marca 1821      | 20 grudnia 1828   | Partia Demokratyczno-Republikańska | 7                                                                                           | Wybrany w 1821 |
| 13    | Martin Van Buren        | Jacksonian Party (późniejsza Partia Demokratyczna) | 4 marca 1821      | 20 grudnia 1828   | 8                                  | Reelekcja w 1827 Zrezygnował przed końcem kadencji, by objąć urząd gubernatora Nowego Jorku | |
| Wakat | Wakat                   | Wakat                                              | 20 grudnia 1828   | 15 stycznia 1829  |                                    | 8                                                                                           | |
| 14    | Charles E. Dudley       |                                                    | 15 stycznia 1829  | 4 marca 1833      | Jacksonian Party                   | 8                                                                                           | Wybrany do dokończenia kadencji w wyborach specjalnych w 1829                                                                             |
| 15    | Nathaniel P. Tallmadge  |                                                    | 4 marca 1833      | 4 marca 1839      | Partia Demokratyczna               | 9                                                                                           | Wybrany w 1833 |
| Wakat | Wakat                   | Wakat                                              | 4 marca 1839      | 27 stycznia 1840  |                                    | 10                                                                                          | Legislatura nie zdołała wybrać senatora                                                                                                   |
| 15    | Nathaniel P. Tallmadge  |                                                    | 27 stycznia 1840  | 17 czerwca 1844   | Partia Wigów                       | 10                                                                                          | Reelekcja z opóźnieniem w 1840 Zrezygnował przed końcem kadencji, by objąć urząd gubernatora terytorium Wisconsin                         |
| Wakat | Wakat                   | Wakat                                              | 17 czerwca 1844   | 9 grudnia 1844    |                                    | 10                                                                                          | |
| 16    | Daniel S. Dickinson     |                                                    | 9 grudnia 1844    | 4 marca 1851      | Partia Demokratyczna               | 10                                                                                          | Mianowany do kontynuowania kadencji w 1844 Wybrany do dokończenia kadencji w wyborach specjalnych w 1845                                  |
| 16    | Daniel S. Dickinson     | 11                                                 | 9 grudnia 1844    | 4 marca 1851      | Partia Demokratyczna               | Wybrany na pełną kadencję w 1846 Przegrał wybory w 1851                                     | |
| Wakat | Wakat                   | Wakat                                              | 4 marca 1851      | 1 grudnia 1851    |                                    | 12                                                                                          | Legislatura nie zdołała wybrać senatora                                                                                                   |
| 17    | Hamilton Fish           |                                                    | 1 grudnia 1851    | 4 marca 1857      | Partia Wigów                       | 12                                                                                          | Wybrany z opóźnieniem w 1851 Nie starał się o reelekcję w 1857                                                                            |
| 18    | Preston King            |                                                    | 4 marca 1857      | 4 marca 1863      | Partia Republikańska               | 13                                                                                          | Wybrany w 1857 Przegrał wybory w 1863 |
| 19    | Edwin D. Morgan         |                                                    | 4 marca 1863      | 4 marca 1869      | Partia Republikańska               | 14                                                                                          | Wybrany w 1863 Przegrał wybory w 1869 |
| 20    | Reuben Fenton           |                                                    | 4 marca 1869      | 4 marca 1875      | Partia Republikańska               | 15                                                                                          | Wybrany w 1869 Przegrał wybory w 1875 |
| 21    | Francis Kernan          |                                                    | 4 marca 1875      | 4 marca 1881      | Partia Demokratyczna               | 16                                                                                          | Wybrany w 1875 Przegrał wybory w 1881 |
| 22    | Thomas C. Platt         |                                                    | 4 marca 1881      | 16 maja 1881      | Partia Republikańska               | 17                                                                                          | Wybrany w 1881 Zrezygnował przed końcem kadencji w 1881                                                                                   |
| Wakat | Wakat                   | Wakat                                              | 16 maja 1881      | 27 lipca 1881     |                                    | 17                                                                                          | |
| 23    | Warner Miller           |                                                    | 27 lipca 1881     | 4 marca 1887      | Partia Republikańska               | 17                                                                                          | Wybrany do dokończenia kadencji w wyborach specjalnych w 1881 Przegrał wybory w 1887                                                      |
| 24    | Frank Hiscock           |                                                    | 4 marca 1887      | 4 marca 1893      | Partia Republikańska               | 18                                                                                          | Wybrany w 1887 Przegrał wybory w 1893 |
| 25    | Edward Murphy Jr.       |                                                    | 4 marca 1893      | 4 marca 1899      | Partia Demokratyczna               | 19                                                                                          | Wybrany w 1893 Przegrał wybory w 1899 |
| 26    | Chauncey Depew          |                                                    | 4 marca 1899      | 4 marca 1911      | Partia Republikańska               | 20                                                                                          | Wybrany w 1899 |
| 26    | Chauncey Depew          | 21                                                 | 4 marca 1899      | 4 marca 1911      | Partia Republikańska               | Reelekcja w 1905 Przegrał wybory w 1911                                                     | |
| Wakat | Wakat                   | Wakat                                              | 4 marca 1911      | 4 kwietnia 1911   |                                    | 22                                                                                          | Legislatura nie zdołała wybrać senatora                                                                                                   |
| 27    | James Aloysius O’Gorman |                                                    | 4 kwietnia 1911   | 4 marca 1917      | Partia Demokratyczna               | 22                                                                                          | Wybrany z opóźnieniem w 1911 Nie starał się o reelekcję w 1916                                                                            |
| 28    | William M. Calder       |                                                    | 4 marca 1917      | 4 marca 1923      | Partia Republikańska               | 23                                                                                          | Wybrany w 1916 Przegrał wybory w 1922 |
| 29    | Royal S. Copeland       |                                                    | 4 marca 1923      | 17 czerwca 1938   | Partia Demokratyczna               | 24                                                                                          | Wybrany w 1922 |
| 29    | Royal S. Copeland       | 25                                                 | 4 marca 1923      | 17 czerwca 1938   | Partia Demokratyczna               | Reelekcja w 1928                                                                            | |
| 29    | Royal S. Copeland       | 26                                                 | 4 marca 1923      | 17 czerwca 1938   | Partia Demokratyczna               | Reelekcja w 1934 Zmarł w trakcie pełnienia urzędu w 1938                                    | |
| Wakat | Wakat                   | Wakat                                              | 17 czerwca 1938   | 3 grudnia 1938    |                                    | 26                                                                                          | |
| 30    | James M. Mead           |                                                    | 3 grudnia 1938    | 3 stycznia 1947   | Partia Demokratyczna               | 26                                                                                          | Wybrany do dokończenia kadencji w wyborach specjalnych w 1938                                                                             |
| 30    | James M. Mead           | 27                                                 | 3 grudnia 1938    | 3 stycznia 1947   | Partia Demokratyczna               | Wybrany na pełną kadencję w 1940 Nie starał się o reelekcję w 1946                          | |
| 31    | Irving Ives             |                                                    | 3 stycznia 1947   | 3 stycznia 1959   | Partia Republikańska               | 28                                                                                          | Wybrany w 1946 |
| 31    | Irving Ives             | 29                                                 | 3 stycznia 1947   | 3 stycznia 1959   | Partia Republikańska               | Reelekcja w 1952 Nie starał się o reelekcję w 1958                                          | |
| 32    | Kenneth Keating         |                                                    | 3 stycznia 1959   | 3 stycznia 1965   | Partia Republikańska               | 30                                                                                          | Wybrany w 1958 Przegrał wybory w 1964 |
| 33    | Robert F. Kennedy       |                                                    | 3 stycznia 1965   | 6 czerwca 1968    | Partia Demokratyczna               | 31                                                                                          | Wybrany w 1964 Zmarł w trakcie pełnienia urzędu w 1968                                                                                    |
| Wakat | Wakat                   | Wakat                                              | 6 czerwca 1968    | 10 września 1968  |                                    | 31                                                                                          | |
| 34    | Charles Goodell         |                                                    | 10 września 1968  | 3 stycznia 1971   | Partia Republikańska               | 31                                                                                          | Mianowany do dokończenia kadencji w 1968 Przegrał wybory na pełną kadencję w 1970                                                         |
| 35    | James L. Buckley        |                                                    | 3 stycznia 1971   | 3 stycznia 1977   | Partia Konserwatywna               | 32                                                                                          | Wybrany w 1970 Przegrał wybory w 1976 |
| 36    | Daniel Patrick Moynihan |                                                    | 3 stycznia 1977   | 3 stycznia 2001   | Partia Demokratyczna               | 33                                                                                          | Wybrany w 1976 |
| 36    | Daniel Patrick Moynihan | 34                                                 | 3 stycznia 1977   | 3 stycznia 2001   | Partia Demokratyczna               | Reelekcja w 1982                                                                            | |
| 36    | Daniel Patrick Moynihan | 35                                                 | 3 stycznia 1977   | 3 stycznia 2001   | Partia Demokratyczna               | Reelekcja w 1988                                                                            | |
| 36    | Daniel Patrick Moynihan | 36                                                 | 3 stycznia 1977   | 3 stycznia 2001   | Partia Demokratyczna               | Reelekcja w 1994 Nie starał się o reelekcję w 2000                                          | |
| 37    | Hillary Clinton         |                                                    | 3 stycznia 2001   | 21 stycznia 2009  | Partia Demokratyczna               | 37                                                                                          | Wybrana w 2000 |
| 37    | Hillary Clinton         | 38                                                 | 3 stycznia 2001   | 21 stycznia 2009  | Partia Demokratyczna               | Reelekcja w 2006 Zrezygnowała przed końcem kadencji, by objąć urząd sekretarza stanu USA    | |
| Wakat | Wakat                   | Wakat                                              | 21 stycznia 2009  | 25 stycznia 2009  |                                    | 38                                                                                          | |
| 38    | Kirsten Gillibrand      |                                                    | 25 stycznia 2009  | nadal             | Partia Demokratyczna               | 38                                                                                          | Mianowana do kontynuowania kadencji w 2009 Wybrana do dokończenia kadencji w wyborach specjalnych w 2010                                  |
| 38    | Kirsten Gillibrand      | 39                                                 | 25 stycznia 2009  | nadal             | Partia Demokratyczna               | Wybrana na pełną kadencję w 2012                                                            | |
| 38    | Kirsten Gillibrand      | 40                                                 | 25 stycznia 2009  | nadal             | Partia Demokratyczna               | Reelekcja w 2018                                                                            | |
| 38    | Kirsten Gillibrand      | 41                                                 | 25 stycznia 2009  | nadal             | Partia Demokratyczna               | Reelekcja w 2024                                                                            | |

## 3. klasa
| Lp.   | Imię i nazwisko         | Imię i nazwisko                | Od                | Do                | Partia                                              | Kadencja                                                                                              | Uwagi |
| ----- | ----------------------- | ------------------------------ | ----------------- | ----------------- | --------------------------------------------------- | --- | --- |
| 1     | Rufus King              |                                | 25 lipca 1789     | 23 maja 1796      | Partia Federalistyczna                              | 1 | Wybrany w 1789                                                                                                |
| 1     | Rufus King              | 2                              | 25 lipca 1789     | 23 maja 1796      | Partia Federalistyczna                              | Reelekcja w 1795 Zrezygnował przed końcem kadencji, by objąć urząd ambasadora USA w Wielkiej Brytanii | |
| Wakat | Wakat                   | Wakat                          | 23 maja 1796      | 8 grudnia 1796    |                                                     | 2 | |
| 2     | John Laurance           |                                | 8 grudnia 1796    | sierpień 1800     | Partia Federalistyczna                              | 2 | Wybrany do dokończenia kadencji w wyborach specjalnych w 1796 Zrezygnował przed końcem kadencji w 1800        |
| Wakat | Wakat                   | Wakat                          | sierpień 1800     | 8 stycznia 1801   |                                                     | 2 | |
| 3     | John Armstrong Jr.      |                                | 8 stycznia 1801   | 5 lutego 1802     | Partia Demokratyczno-Republikańska                  | 2 | Wybrany do dokończenia kadencji w wyborach specjalnych w 1800                                                 |
| 3     | John Armstrong Jr.      | 3                              | 8 stycznia 1801   | 5 lutego 1802     | Partia Demokratyczno-Republikańska                  | Wybrany na pełną kadencję w 1801 Zrezygnował przed końcem kadencji w 1802                             | |
| Wakat | Wakat                   | Wakat                          | 5 lutego 1802     | 23 lutego 1802    |                                                     | 3 | |
| 4     | DeWitt Clinton          |                                | 23 lutego 1802    | 4 listopada 1803  | Partia Demokratyczno-Republikańska                  | 3 | Wybrany do dokończenia kadencji w wyborach specjalnych w 1802 Zrezygnował przed końcem kadencji w 1803        |
| Wakat | Wakat                   | Wakat                          | 4 listopada 1803  | 8 grudnia 1803    |                                                     | 3 | |
| 5     | John Armstrong Jr.      |                                | 8 grudnia 1803    | 23 lutego 1804    | Partia Demokratyczno-Republikańska                  | 3 | Mianowany do kontynuowania kadencji w 1803 Zrezygnował po wyborze następcy                                    |
| 6     | John Smith              |                                | 23 lutego 1804    | 4 marca 1813      | Partia Demokratyczno-Republikańska                  | 3 | Wybrany do dokończenia kadencji w wyborach specjalnych w 1804                                                 |
| 6     | John Smith              | 4                              | 23 lutego 1804    | 4 marca 1813      | Partia Demokratyczno-Republikańska                  | Wybrany na pełną kadencję w 1807                                                                      | |
| 7     | Rufus King              |                                | 4 marca 1813      | 4 marca 1819      | Partia Federalistyczna                              | 5 | Wybrany w 1813                                                                                                |
| Wakat | Wakat                   | Wakat                          | 4 marca 1819      | 25 stycznia 1820  |                                                     | 6 | Legislatura nie zdołała wybrać senatora                                                                       |
| 7     | Rufus King              |                                | 25 stycznia 1820  | 4 marca 1825      | Partia Federalistyczna                              | 6 | Reelekcja z opóźnieniem w 1820 Nie starał się o reelekcję w 1825                                              |
| Wakat | Wakat                   | Wakat                          | 4 marca 1825      | 31 stycznia 1826  |                                                     | 7 | Legislatura nie zdołała wybrać senatora                                                                       |
| 8     | Nathan Sanford          |                                | 31 stycznia 1826  | 4 marca 1831      | National Republican Party (późniejsza Partia Wigów) | 7 | Wybrany z opóźnieniem w 1826 Nie starał się o reelekcję w 1831                                                |
| 9     | William L. Marcy        |                                | 4 marca 1831      | 1 stycznia 1833   | Jacksonian Party                                    | 8 | Wybrany w 1831 Zrezygnował przed końcem kadencji, by objąć urząd gubernatora Nowego Jorku                     |
| Wakat | Wakat                   | Wakat                          | 1 stycznia 1833   | 14 stycznia 1833  |                                                     | 8 | |
| 10    | Silas Wright            |                                | 14 stycznia 1833  | 26 listopada 1844 | Partia Demokratyczna                                | 8 | Wybrany do dokończenia kadencji w wyborach specjalnych w 1833                                                 |
| 10    | Silas Wright            | 9                              | 14 stycznia 1833  | 26 listopada 1844 | Partia Demokratyczna                                | Wybrany na pełną kadencję w 1837                                                                      | |
| 10    | Silas Wright            | 10                             | 14 stycznia 1833  | 26 listopada 1844 | Partia Demokratyczna                                | Reelekcja w 1843 Zrezygnował przed końcem kadencji, by objąć urząd gubernatora Nowego Jorku           | |
| Wakat | Wakat                   | Wakat                          | 26 listopada 1844 | 30 listopada 1844 |                                                     | 10 | |
| 11    | Henry A. Foster         |                                | 30 listopada 1844 | 27 stycznia 1845  | Partia Demokratyczna                                | 10 | Mianowany do kontynuowania kadencji w 1844 Zrezygnował po wyborze następcy                                    |
| 12    | John Adams Dix          |                                | 27 stycznia 1845  | 4 marca 1849      | Partia Demokratyczna                                | 10 | Wybrany do dokończenia kadencji w wyborach specjalnych w 1845 Przegrał wybory na pełną kadencję w 1849        |
| 13    | William H. Seward       |                                | 4 marca 1849      | 4 marca 1861      | Partia Wigów                                        | 11 | Wybrany w 1849                                                                                                |
| 13    | William H. Seward       | Partia Republikańska (od 1855) | 4 marca 1849      | 4 marca 1861      | 12                                                  | Reelekcja w 1855 Nie starał się o reelekcję w 1861                                                    | |
| 14    | Ira Harris              |                                | 4 marca 1861      | 4 marca 1867      | Partia Republikańska                                | 13 | Wybrany w 1861 Przegrał wybory w 1867                                                                         |
| 15    | Roscoe Conkling         |                                | 4 marca 1867      | 16 maja 1881      | Partia Republikańska                                | 14 | Wybrany w 1867                                                                                                |
| 15    | Roscoe Conkling         | 15                             | 4 marca 1867      | 16 maja 1881      | Partia Republikańska                                | Reelekcja w 1873                                                                                      | |
| 15    | Roscoe Conkling         | 16                             | 4 marca 1867      | 16 maja 1881      | Partia Republikańska                                | Reelekcja w 1879 Zrezygnował przed końcem kadencji w 1881                                             | |
| Wakat | Wakat                   | Wakat                          | 16 maja 1881      | 29 lipca 1881     |                                                     | 16 | |
| 16    | Elbridge G. Lapham      |                                | 29 lipca 1881     | 4 marca 1885      | Partia Republikańska                                | 16 | Wybrany do dokończenia kadencji w wyborach specjalnych w 1881 Nie starał się o wybór na pełną kadencję w 1885 |
| 17    | William M. Evarts       |                                | 4 marca 1885      | 4 marca 1891      | Partia Republikańska                                | 17 | Wybrany w 1885 Przegrał wybory w 1891                                                                         |
| Wakat | Wakat                   | Wakat                          | 4 marca 1891      | 7 stycznia 1892   |                                                     | 18 | Wybrany senator objął urząd z opóźnieniem                                                                     |
| 18    | David B. Hill           |                                | 7 stycznia 1892   | 4 marca 1897      | Partia Demokratyczna                                | 18 | Wybrany w 1891 Objął urząd po dokończeniu kadencji gubernatora Nowego Jorku Przegrał wybory w 1897            |
| 19    | Thomas C. Platt         |                                | 4 marca 1897      | 4 marca 1909      | Partia Republikańska                                | 19 | Wybrany w 1897                                                                                                |
| 19    | Thomas C. Platt         | 20                             | 4 marca 1897      | 4 marca 1909      | Partia Republikańska                                | Reelekcja w 1903 Nie starał się o reelekcję w 1909                                                    | |
| 20    | Elihu Root              |                                | 4 marca 1909      | 4 marca 1915      | Partia Republikańska                                | 21 | Wybrany w 1909 Nie starał się o reelekcję w 1914                                                              |
| 21    | James Wolcott Wadsworth |                                | 4 marca 1915      | 4 marca 1927      | Partia Republikańska                                | 22 | Wybrany w 1914                                                                                                |
| 21    | James Wolcott Wadsworth | 23                             | 4 marca 1915      | 4 marca 1927      | Partia Republikańska                                | Reelekcja w 1920 Przegrał wybory w 1926                                                               | |
| 22    | Robert F. Wagner        |                                | 4 marca 1927      | 28 czerwca 1949   | Partia Demokratyczna                                | 24 | Wybrany w 1926                                                                                                |
| 22    | Robert F. Wagner        | 25                             | 4 marca 1927      | 28 czerwca 1949   | Partia Demokratyczna                                | Reelekcja w 1932                                                                                      | |
| 22    | Robert F. Wagner        | 26                             | 4 marca 1927      | 28 czerwca 1949   | Partia Demokratyczna                                | Reelekcja w 1938                                                                                      | |
| 22    | Robert F. Wagner        | 27                             | 4 marca 1927      | 28 czerwca 1949   | Partia Demokratyczna                                | Reelekcja w 1944 Zrezygnował przed końcem kadencji w 1949                                             | |
| Wakat | Wakat                   | Wakat                          | 28 czerwca 1949   | 7 lipca 1949      |                                                     | 27 | |
| 23    | John Foster Dulles      |                                | 7 lipca 1949      | 9 listopada 1949  | Partia Republikańska                                | 27 | Mianowany do kontynuowania kadencji w 1949 Przegrał wybory specjalne o dokończenie kadencji w 1949            |
| 24    | Herbert H. Lehman       |                                | 9 listopada 1949  | 3 stycznia 1957   | Partia Demokratyczna                                | 27 | Wybrany do dokończenia kadencji w wyborach specjalnych w 1949                                                 |
| 24    | Herbert H. Lehman       | 28                             | 9 listopada 1949  | 3 stycznia 1957   | Partia Demokratyczna                                | Wybrany na pełną kadencję w 1950 Nie starał się o reelekcję w 1956                                    | |
| Wakat | Wakat                   | Wakat                          | 3 stycznia 1957   | 9 stycznia 1957   |                                                     | 29 | Wybrany senator objął urząd z opóźnieniem                                                                     |
| 25    | Jacob K. Javits         |                                | 9 stycznia 1957   | 3 stycznia 1981   | Partia Republikańska                                | 29 | Wybrany w 1956                                                                                                |
| 25    | Jacob K. Javits         | 30                             | 9 stycznia 1957   | 3 stycznia 1981   | Partia Republikańska                                | Reelekcja w 1962                                                                                      | |
| 25    | Jacob K. Javits         | 31                             | 9 stycznia 1957   | 3 stycznia 1981   | Partia Republikańska                                | Reelekcja w 1968                                                                                      | |
| 25    | Jacob K. Javits         | 32                             | 9 stycznia 1957   | 3 stycznia 1981   | Partia Republikańska                                | Reelekcja w 1974 Przegrał prawybory, a potem wybory ogólne (jako kandydat Partii Liberalnej) w 1980   | |
| 26    | Al D’Amato              |                                | 3 stycznia 1981   | 3 stycznia 1999   | Partia Republikańska                                | 33 | Wybrany w 1980                                                                                                |
| 26    | Al D’Amato              | 34                             | 3 stycznia 1981   | 3 stycznia 1999   | Partia Republikańska                                | Reelekcja w 1986                                                                                      | |
| 26    | Al D’Amato              | 35                             | 3 stycznia 1981   | 3 stycznia 1999   | Partia Republikańska                                | Reelekcja w 1992 Przegrał wybory w 1998                                                               | |
| 27    | Chuck Schumer           |                                | 3 stycznia 1999   | nadal             | Partia Demokratyczna                                | 36 | Wybrany w 1998                                                                                                |
| 27    | Chuck Schumer           | 37                             | 3 stycznia 1999   | nadal             | Partia Demokratyczna                                | Reelekcja w 2004                                                                                      | |
| 27    | Chuck Schumer           | 38                             | 3 stycznia 1999   | nadal             | Partia Demokratyczna                                | Reelekcja w 2010                                                                                      | |
| 27    | Chuck Schumer           | 39                             | 3 stycznia 1999   | nadal             | Partia Demokratyczna                                | Reelekcja w 2016                                                                                      | |
| 27    | Chuck Schumer           | 40                             | 3 stycznia 1999   | nadal             | Partia Demokratyczna                                | Reelekcja w 2022                                                                                      | |